# McLaren MP4/1
Chronologie des modèles (1981-1982)
McLaren M29F McLaren MP4/1B
La McLaren MP4/1 (où MP4 signifie Marlboro Project 4) est la monoplace de Formule 1 engagée par l'écurie McLaren Racing dans le cadre du championnat du monde de Formule 1 1981 et de la première manche du championnat du monde de Formule 1 1982. Conçue par John Barnard, c'est la première monoplace dont le châssis est entièrement constitué de fibre de carbone.

## Résultats en championnat du monde de Formule 1
| Saison | Écurie                         | Moteur               | Pneus    | Pilotes           | Courses | Courses | Courses | Courses | Courses | Courses | Courses | Courses | Courses | Courses | Courses | Courses | Courses | Courses | Courses | Courses | Points inscrits | Classement |
| Saison | Écurie                         | Moteur               | Pneus    | Pilotes           | 1       | 2       | 3       | 4       | 5       | 6       | 7       | 8       | 9       | 10      | 11      | 12      | 13      | 14      | 15      | 16      | Points inscrits | Classement |
| ------ | ------------------------------ | -------------------- | -------- | ----------------- | ------- | ------- | ------- | ------- | ------- | ------- | ------- | ------- | ------- | ------- | ------- | ------- | ------- | ------- | ------- | ------- | --------------- | ---------- |
| 1981   | Marlboro McLaren International | Ford-Cosworth DFV V8 | Michelin |                   | EUO     | BRÉ     | ARG     | SMR     | BEL     | MON     | ESP     | FRA     | GBR     | ALL     | AUT     | P-B     | ITA     | CAN     | LVE     |         | 28              | 6e         |
| 1981   | Marlboro McLaren International | Ford-Cosworth DFV V8 | Michelin | John Watson       |         |         | Abd.    | 10e     | 7e      | Abd.    | 3e      | 2e      | 1er     | 6e      | 6e      | Abd.    | Abd.    | 2e      | 7e      |         | 28              | 6e         |
| 1981   | Marlboro McLaren International | Ford-Cosworth DFV V8 | Michelin | Andrea De Cesaris |         |         |         |         |         | Abd.    | Abd.    | 11e     | Abd.    | Abd.    | 8e      | Np.     | 7e      | Abd.    | 12e     |         | 28              | 6e         |
| 1982   | Marlboro McLaren International | Ford-Cosworth DFV V8 | Michelin |                   | AFS     | BRÉ     | EUO     | SMR     | BEL     | MON     | EUE     | CAN     | P-B     | GBR     | FRA     | ALL     | AUT     | SUI     | ITA     | LVE     | 69              | 2e         |
| 1982   | Marlboro McLaren International | Ford-Cosworth DFV V8 | Michelin | Niki Lauda        | 4e      |         |         |         |         |         |         |         |         |         |         |         |         |         |         |         | 69              | 2e         |

Légende : ici 